# 13860 Neely
13860 Neely è un asteroide della fascia principale del diametro medio di circa 29,2 km. Scoperto nel 1999, presenta un'orbita caratterizzata da un semiasse maggiore pari a 3,1120908 UA e da un'eccentricità di 0,1998870, inclinata di 17,09917° rispetto all'eclittica.